# Libre para amarte
Libre para amarte é uma telenovela mexicana produzida por Emilio Larrosa para Televisa e exibida pelo Canal de las Estrellas entre 17 de junho a 10 de novembro de 2013, substituindo Porque el amor manda e antecedendo Qué pobres tan ricos, em 106 capítulos. É um remake da série de televisão colombiana Los canarios produzido e exibido pela Caracol Televisión em 2011.
A trama é protagonizada por Eduardo Santamarina, Gabriel Soto e Gloria Trevi. E antagonizada por Luz Elena González, Harry Geithner, Mauricio Garcia,Ricardo Margaleff e pela primeira atriz Jacqueline Andere

## Sinopse
Aurora Valencia (Gloria Trevi) é uma jovem que enfrenta desafios e dificuldades com força e determinação. Há muito tempo mantém uma relação amorosa Ramón Sotomayor (Eduardo Santamarina) e vive com seu pai, Virgilio (Luis Vayardo) e com Blanquita (Miranda Cid). Ela ganha a vida como taxista e professora em um ginásio.
Enrique (Gabriel Soto),assim que consegue se formar em Economia, na cidade de Londres, regressa à Cidade do México. Ao abordar um táxi, conhece Aurora, pois ela é quem estava dirigindo. Pouco a pouco irá surgindo uma atração entre eles, mas para esse amor se concretizar enfrentará algumas barreiras, obviamente Ramón e Romina (Luz Elena González), uma jovem de sociedade, caprichosa, e voluntariosa. Ela conheceu Enrique em Londres e ficaram noivos e ela está disposta a fazer o impossível para casar-se com ele.
Suportarão eles as dificuldades, a ponto de dizerem um ao outro, que agora estão livre para amar?

## Elenco
- Gloria Trevi - Aurora Valencia
- Gabriel Soto - Enrique del Pino
- Eduardo Santamarina - Ramón Sotomayor Lascurain
- Luz Elena González - Romina Montenegro
- Jacqueline Andere - Amelia Lascruian Vda. de Sotomayor
- Harry Geithner - Napoleón Vergara
- Jesús Ochoa - Zacarías del Pino
- Consuelo Duval - Adela Díaz Granados
- Luis Bayardo - Virgilio Valencia
- Jorge Muñiz - Benjamín Hernández Alpuche
- Claudia Troyo - Olivia Garza León
- Lenny de la Rosa - Gerardo "el Gallo" Jiménez
- Pierre Angelo - Alfonso "Poncho" Sandoval
- Lalo "El Mimo" - Luis Redón "Louie"
- Gabriela Carrillo - Miriam Medina
- Eric Prats- Pivi
- Miranda Cid - Blanquita Valencia
- Arturo Vázquez - Renato
- Ana Bekoa - Sol
- Georgina Holguín - Pilar
- Marcus Ornellas - Lucas
- Ricardo Guerra - Gustavo
- Mario Sauret - Comandante Rodríguez
- Eduardo de la Garza Castro - Sebastián
- Natalia Guerrero - Gina Aristizábal
- Helena Guerrero - Florencia
- Norma Lazareno - María Teresa Lascurain
- Humberto Elizondo - Tiburcio
- Víctor Noriega - Peter Ornelas
- Monika Sánchez - Zamira
- Salvador Zerboni - Norberto
- Marisol Santacruz - Alicia Palacio Robles

## Audiência
Estreou com uma média de 23.3 pontos. No seu segundo capítulo, marcou 24 pontos, a maior audiência durante toda sua exibição. Sua menor audiência é de 13 pontos, alcançada em 06 de Setembro de 2013. Seu último capítulo, com duração de duas horas, teve média de 19.2 pontos. Teve média geral de 16.6 pontos.

## Exibição internacional
| País                 | Canal                 |
| -------------------- | --------------------- |
| Equador              | Teleamazonas          |
| Porto Rico           | Univision Puerto Rico |
| Panamá               | Telemetro Canal 13    |
| República Dominicana | Telemicro             |
| Estados Unidos       | Univision (em breve)  |

## Versão
- Los canarios (2011-2012) - uma série de televisão colombiana produzida e exibida pela Caracol Televisión.